# 清華大學校園

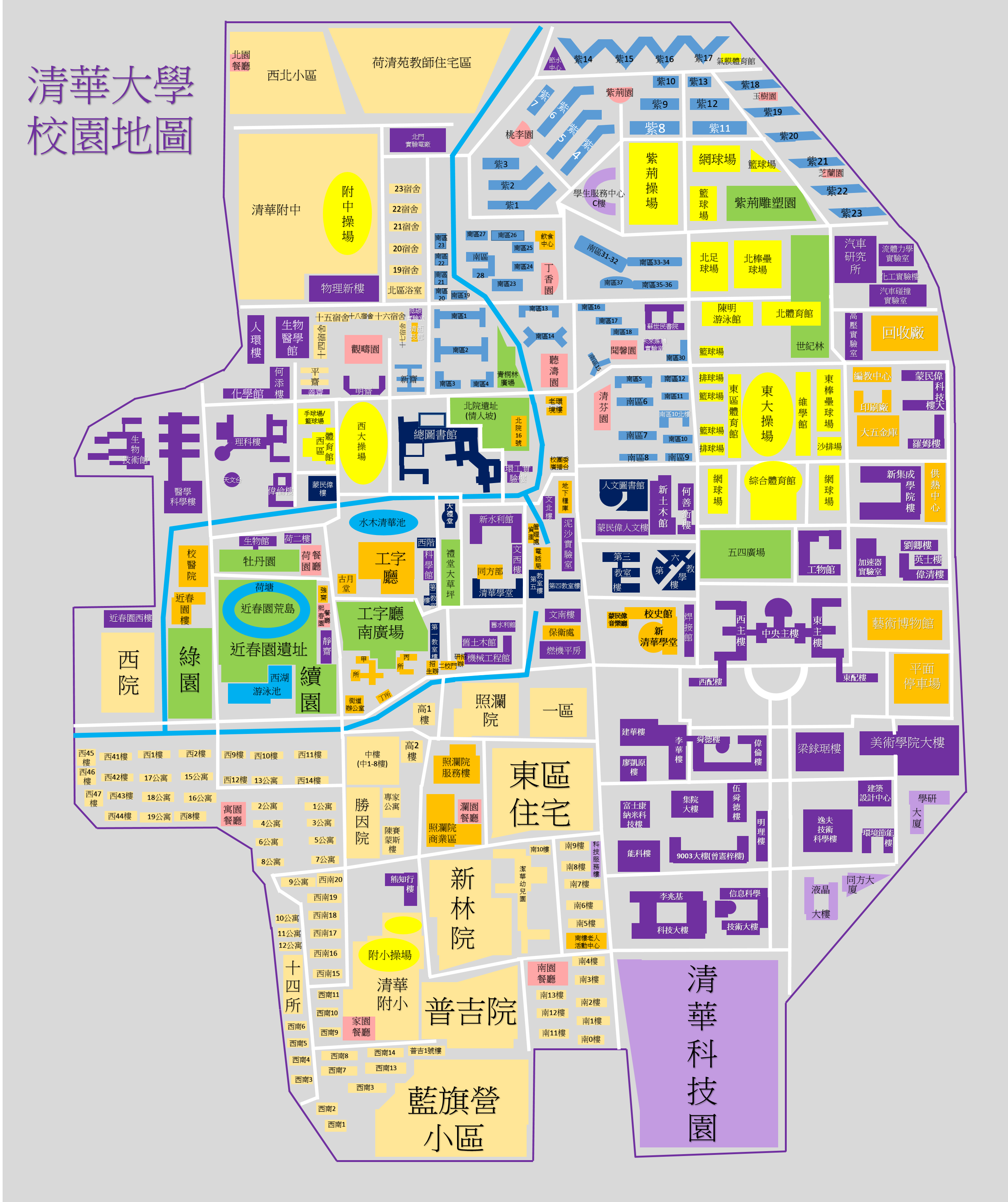
清華大學校園地圖2022年

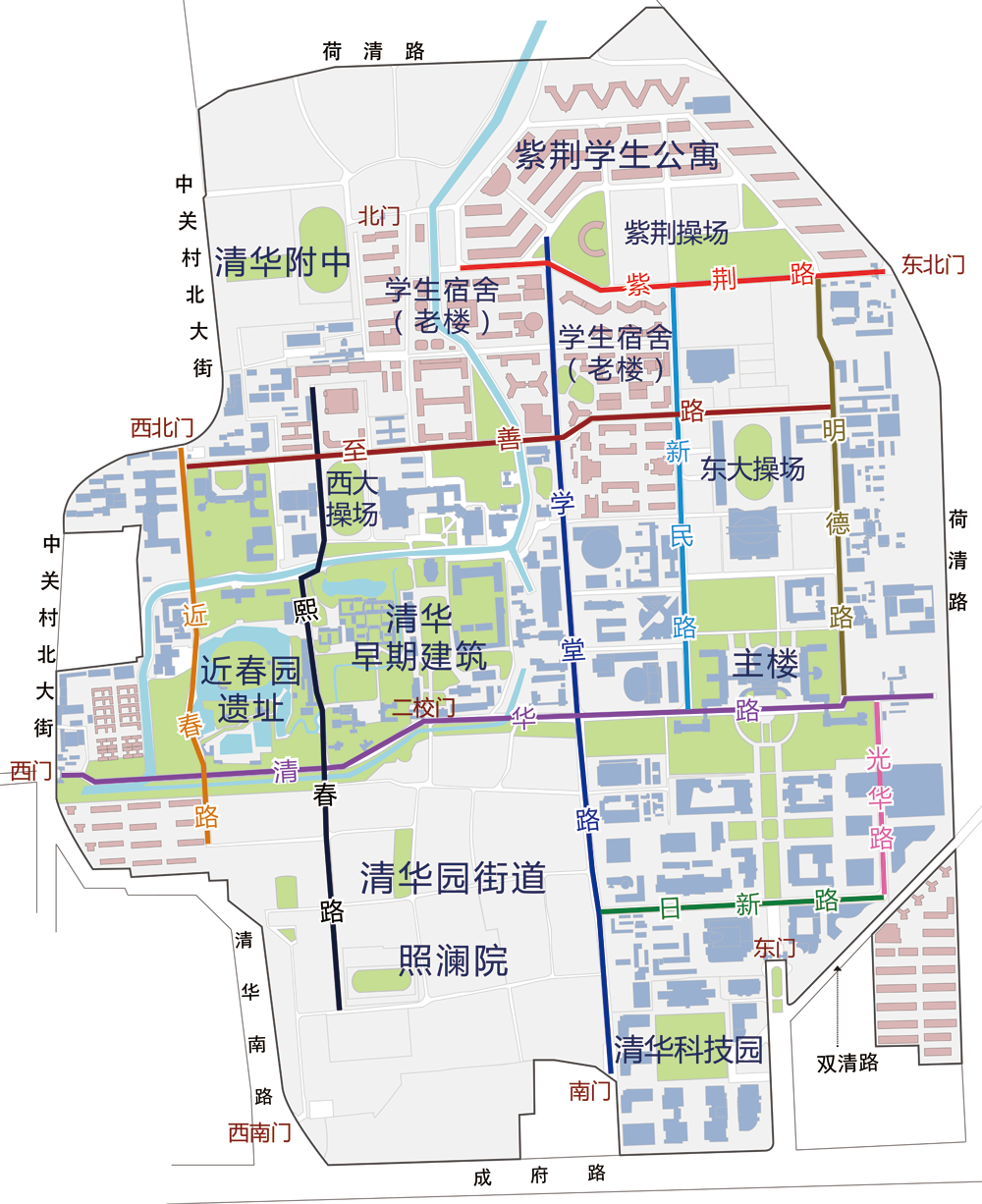
清华大学简明地图2010年

清华大学校园基本为一个整体，位于北京市海淀区，北四环与北五环之间，东临地铁13号线，西临北大、圆明园。此外，建築中的光華路校區（清華大學美術學院舊址，以原址換地方式及地積轉移取得土地）、核研院（北京昌平）、深圳研究生院、附属医院以及少量疗养所、教工住宅位于校本部之外。
清华校园按照南门主路（学堂路）分为东区、西区。西区校园为老校区，以美式的校园布局和众多西洋风格的砖石结构历史建筑为特色。大礼堂为中心景观，图书馆（一、二、三、四期工程）、科学馆、清华学堂、同方部、西体育馆及理学院等建筑分布其间，原王府庭园工字厅、古月堂、水木清华等古建筑及朱自清先生在《荷塘月色》中描述的“荷花池”（近春园遗址）则展示了中国传统的园林风格。东区则以50年代兴建的苏式主楼为主体，以及建筑馆、明理楼、经管学院、逸夫科技馆等现代风格的建筑物。
西区老校区多为美式红砖建筑，东区多为白色的现代建筑，因此曾被一代人戏称为“红区”、“白区”，此外东北部为学生公寓区、西北部为清华附中、西南部为照澜院社区。
2010年3月，美国财经杂志《福布斯》评选出“全球最美大学校园”。入选的14个校园中，10个来自美国，3个来自欧洲，唯一上榜的亚洲院校是清华大学。福布斯认为自然环境对于校园十分重要，清华所拥有的皇家园林清华园旧址具有得天独厚的优势，紧靠颐和园，既有传统中国式景观建筑，又有传统西式建筑和现代景观建筑。

## 环境设施概况

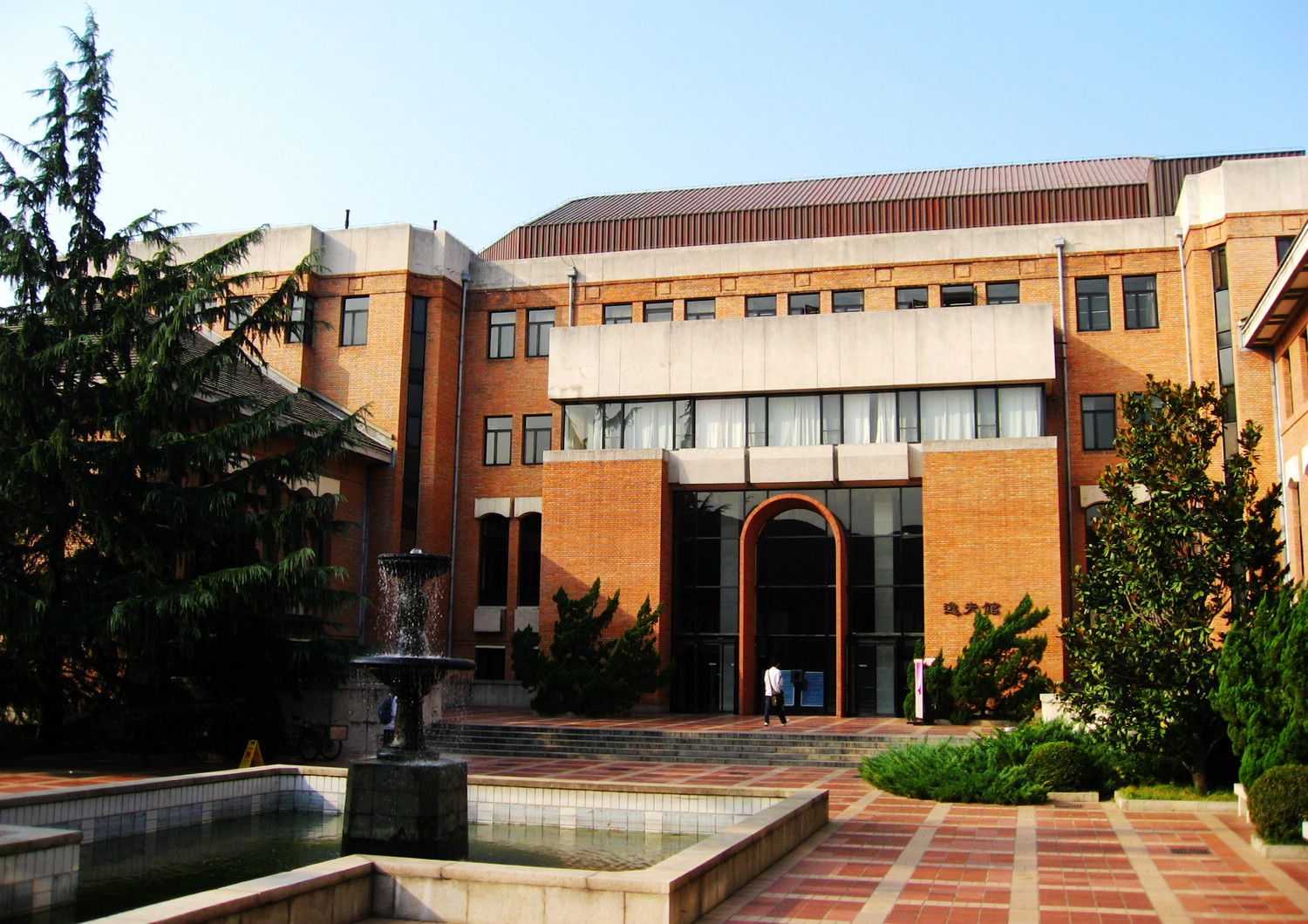
清华图书馆新馆——逸夫馆

- 截止2009年底，校园总占地面积392.4公顷，总建筑面积198.1万平方米，为中国大陆高校中最大的綜合性大學[7]。
- 校园绿化率54.8%，拥有树木1152种，其中乔木4.5万株，灌木18.8万株，百岁以上古树240棵。
- 公共教室面积5.3万平方米，教室276间。
- 学生公寓共45万平方米，1.39万间。[8]

清華校园内綠化程度高，各个不同时期的建筑形成不同风格的建筑群落。截至2010年底，校园内共有乔木4.5万株、灌木20万株、竹子8.7万棵、宿根花卉4.4万株、色块27.4万株、百年以上老樹240棵。校园内的树木种类达1210种，全校绿化面积135公頃，绿化程度54.8%。
清華校园内教学與生活设施完善，全校共有6座教學樓，兩個階梯教室，面積達到5.3公頃、教室276间、座位数22806个，其中第六教学楼建筑面积3.4公頃，可容纳7500余人上课；清華擁有的学生公寓面积為50公頃，共1.457万间，新建的紫荆学生公寓占地约28.6公顷，总建筑面积约37万平方米，位於校園北邊偏東，紫荊學生公寓區內有c樓，提供超市、银行、邮局等服務；校园内共有19个食堂與餐厅，其中建筑面积为1.3万平方米的“紫荆园”是大陸高校较大的學生食堂，可容纳3000余人同时就餐。
清华体育氛圍濃厚，校内体育设施先进且齐全。体育运动场地面积达22万平方公尺，有游泳馆、射击馆等专业场馆，也還有手球、沙滩排球、攀岩、排球、籃球、足球、棒球等专业的户外设施。擁有三個體育館，分別是西区体育馆、东区体育馆、综合体育馆（又稱為「曹光彪体育中心」）；擁有3個操場，分別是东大操场、西大操场、紫荆操场；游泳館兩個，分別是西区游泳池、陈明游泳馆；一個棒壘球場「北操」、一個射擊館「维学馆」。

## 校園規劃

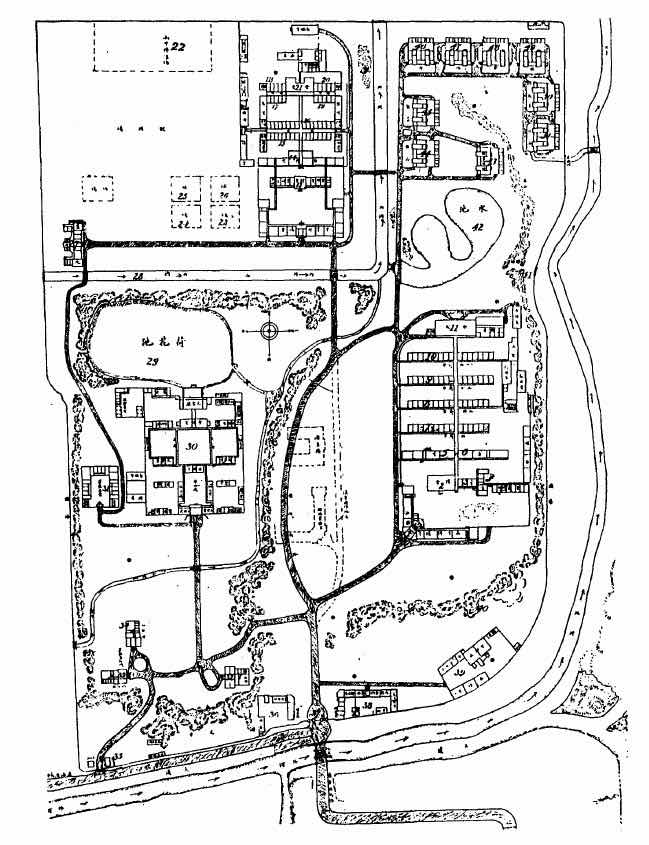
1909年斐士的校园规划

清華大學校史上共有十次校園規劃。清華位於北京西北的皇家园林（清华园和近春园）。清華建校前，近春园已经荒芜多年，併入清華園後也長達十八年的时间里并未有建设。而清華園當時有工字廳、古月堂、永恩寺等園林建築

### 早期清華
清華第一個校園規劃與工程是由美籍奥地利人埃米尔·斐士（Emil Sigmund Fischer）負責的，設計時間約在1909年，建設時間是1909年至1911年清華開學前。斐士的規劃保留的皇家園林的山水環境;拆除永恩寺、土地庙和饭房; 建設了二校门、清华学堂西部、北院、二院、三院、同方部、校医院等。建築風格多為欧洲建筑形式，实现中西合璧。除此之外，還規劃了功能分区、完整的道路系统和现代水電等服务设施。工程费用总计50万两白银，约合35万美元，建築总面积至少21018平方公尺。

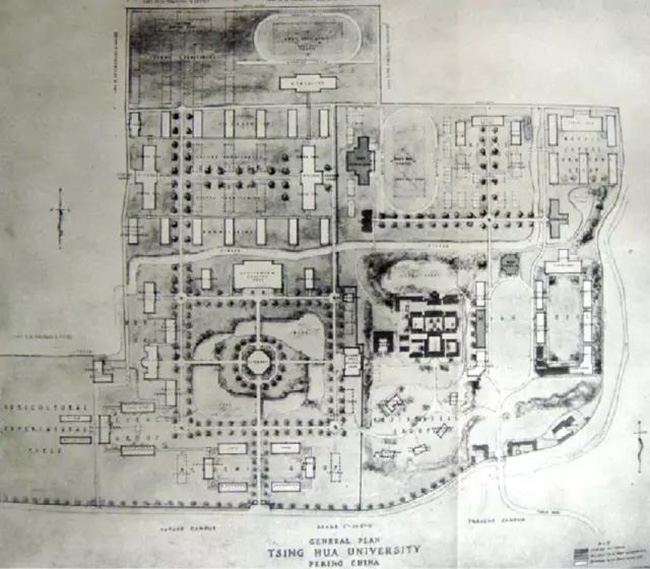
墨菲与丹纳的1914清華大學校園规划圖。

1914年10月，美国建筑师墨菲与小丹纳为清华制定第二個校园规划。在此规划中，布置两个学校：东部为八年制留美预备学校，西部為四年制综合大学。在東部，以大礼堂為中心区，並採用美国常青藤学校的方院式布局及建筑风格，規劃中還準備拆除二院及同方部，以佈置周邊教學樓、宿舍與食堂，但均未實現；在西部，以近春园为中心，園中岛內设图书馆，湖的北侧建有4000座的礼堂，并在湖的周围设置教学楼，校门选在近春园南侧，北部为学生生活区，然而此設計也未實現。这个规划主要只建成了“四大建筑”。从此“四大建筑”象征并代表着清华大学校园建筑的主流风格。
墨菲完成的規劃有：1916年清华学堂大楼向东扩建、1916-1919年建图书馆、体育馆、科学馆、1917至1920年建成大礼堂，以及大礼堂一带的佈局。在工字厅前树林中，還规划了五栋别墅式住宅，二校门附近则设后勤辅助建筑。經過此規劃建設後，到了1928年，除工字厅外，清華建筑面积达45500平米，校园占地约为1200余亩。
1928年，清華改制為國立大學，首任校長罗家伦委託任職於天津基泰工程公司的杨廷宝承擔設計規劃。1930年，清華完成第三個校園規劃圖，此規劃將原本分成留美部與大學部的清華合併設計成一個綜合性大學。在近春園部分，近春園荒島中心上設置博物館、環湖五棟學術建築、校河北岸佈置3棟學術建築、校园西北角高地建气象台，並在荒岛四周采用规则半圆环状水渠与整齐对称的道路系统。在大禮堂部分，大礼堂作为学校集会中心擴增座位數，扩建图书馆、后体育馆，拆除二院、三院、同方部以新建教學樓、食堂、學生活動樓，男女生宿舍分别设置在运动场南北两端，大草坪南端建設行政樓等。然而，實際規劃建成的只有「新四大建築」：生物学馆、气象台、明斋、图书馆二期
1931年，梅贻琦就任校长后，聘請沈理源担任清华主要建築師，沈理源設計清華許多建築，然而並沒有完整的校園規劃，「有建築而無規劃」使得清华校园变得杂乱。沈理源设计了化学馆、电机工程馆、机械工程馆、航空馆、旧大饭厅、后体育馆、七棟新林院建筑、西校门、水力实验馆、静斋、善斋、擴建西院、平斋、新斋、电话机房、普吉院等。

### 建國初期

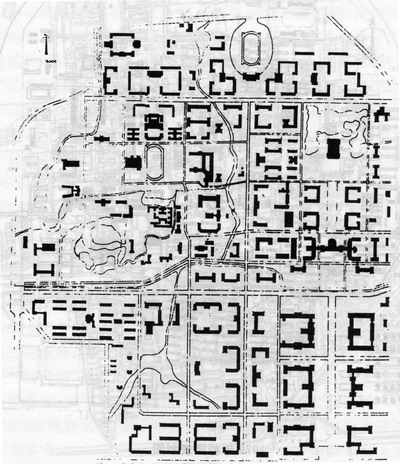
《1960年校园总体规划图》

1954年，在吴良镛指导、汪国瑜主持下，清華制定了第四个校园规划，也就是《1954—1955年校园总体规划》。此次規劃最大的特色就是在蒋南翔校长主张下，把京张铁路东移800米，使得清華有個完整的校園以及廣闊的東部新教學區，同時也奠定了之後半個多世紀的清華校園規模與設計方向。
第四次規劃讓清華形成東區、西區兩種風格的校園設計。在東區，以仿照莫斯科大学主樓的清華主樓為中心，佈置了十組系館，並主要向南發展，在成府路興建主校門，門前道路能直達西直門，形成苏联式强烈的轴线、严谨的对称。在西區，則維持原本的建築風格。在1954至1959年之間，建成了二教、新水利馆、东和西主楼、工物馆、1-4號樓。
1960年，在吴良镛主持下，建校规划组完成清華第五次校園規劃。建校规划组成員包含了建筑系城市规划教研室、建校规划组组长谢照唐、土木系教師李元哲、马晴如、井文涌以及水利系、电机系和无线电系等。此次校园总体规划也结合了本科生的毕业设计，由建筑、土木、水利、电机、无线电五个系完成了校園建筑、道路、绿化、竖向、给排水、热化、电网、弱电、河湖、测量等設計或建設。
第五次規劃維持大部分第四次規劃內容，包含在東區建立教學區，在主楼南北布置了8個系馆、2组公共教室、在中轴线北端设新礼堂、主校门继续规划在成府路口，並同時确定了东西向和南北向主干道路，以及东区的道路网。同時，第五次規劃也提出新的設計目標，包含利用地形與原有河湖系統設計了校園三個湖泊：西南住宅区的南湖、东北学生区的东湖、荒島為中心的西湖。然而，因為北京缺水的緣故，此計畫沒有完成。沒有完成的規劃也包含了將校園道路列入了北京市城市规划，計畫將主樓前的東西主幹道穿越校園，並設雙行無軌電車環道，形成類似大學城的規劃。在1960至1966年之間，清華建成了9003大樓、清華附中教學樓、10層高的中央主楼以及大批生活服务和基础设施。

### 改革開放初期
1979年，清華制定第六個校園規劃，規劃最主要目標是整頓文化大革命造成的校園混亂，並做好校園功能分區，解決因學校規模擴大造成教室、实验室、学生宿舍、食堂、运动场、教师宿舍、水暖电等基础设施严重不足的困难。此時期细化了东区的路网建设，把主楼前广场由矩形改为半圆弧状道路，在主樓北邊规划了400米的東操。这次规划中为了解决公共汽車站離師生生活區太遠的問題，保留了校內公車站的可能與保留北京城市规划道路横穿校园的可能。
在1979至1988年期間，在教學樓部分，建成了三教、四教、五教，建築面積20021平方米；在教師住宅部分，在校園西南部建成56栋教工多层住宅，建筑面积高达161524平方米；在學生宿舍部分，建成了15幢学生宿舍共66865平方米、留学生宿舍9600平方米，以及一批食堂和其它基础设施。東區教學樓與西區教學樓連成一片，雖然方便師生換教室，但也造成擁擠的自行车車潮與停車困難問題。
1986年，清華在校园西北、北、东南共征建设用地543亩。1988年1月完成了《清华大学1988年校园总体规划图》，第七次规划重点是校园东部和新征地，將校園分區成北邊為學生生活區、西南教工生活區、東西新舊教學區、西北、东南新的住宅区。此時期的清華建成了图书馆三期和档案馆、社科楼、微电子所、能科楼、产业楼等大批新建筑，校園面積擴大到3919.8亩、校舍总建筑面积达到791928平方公尺。

### 一流大學時期

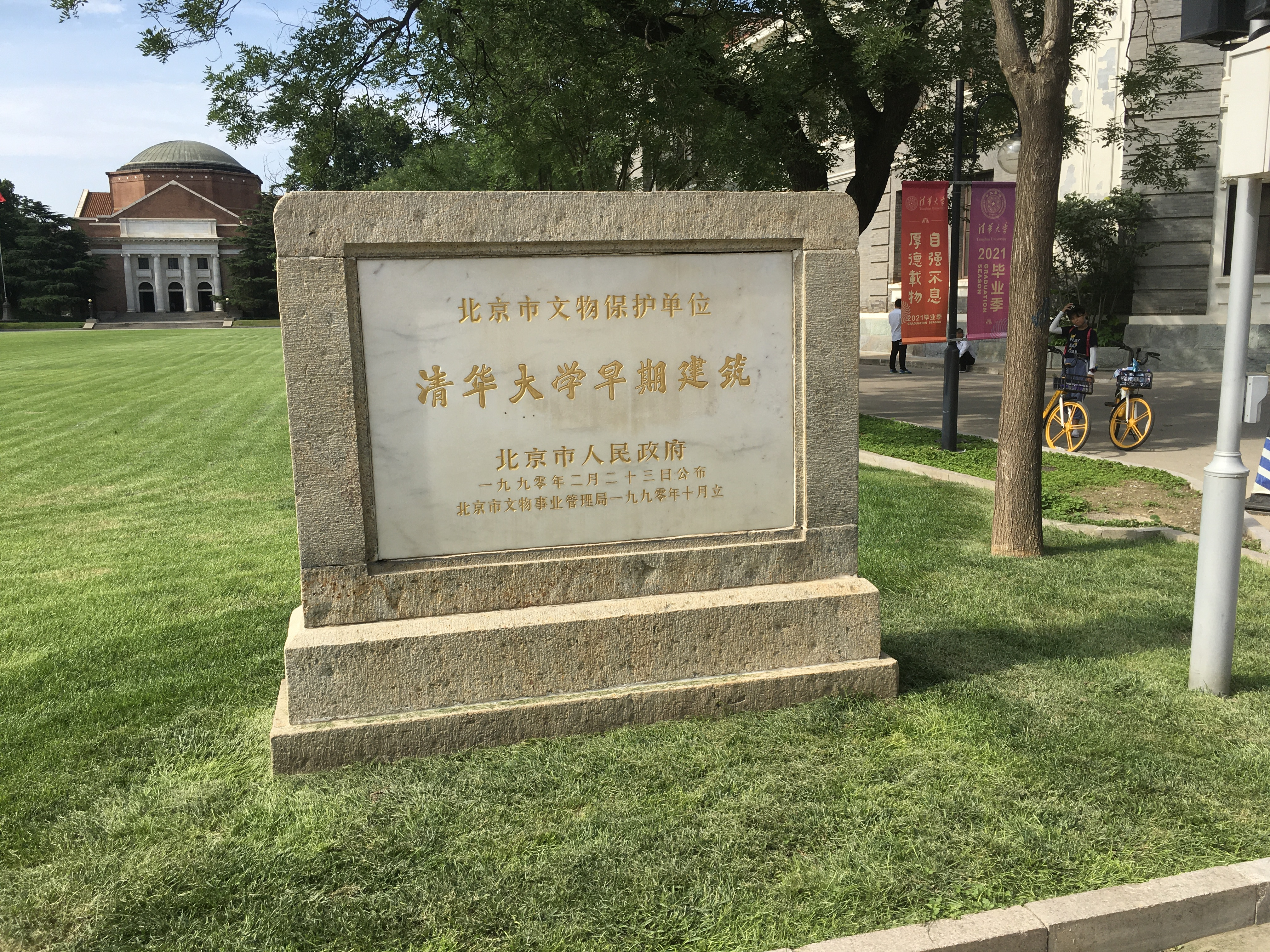
北京市文物保護單位

1990年2月23日，北京市政府將清华大学早期建筑列為北京市文物保护单位。1994年，清華完成了第八個的校园规划，此校園規畫是在建設世界一流大學的背景下完成的。此規劃內容包含設計西區理學院群、新增科技園區、規劃校園住宅區、完善校園道路、完善校園後勤設施、扩大留学生区、二附中并入清华附中统一规划等。
第八次校園規畫最重要的部分是同意城市规划道路从地下横穿校园，但地上的清華路、主樓前道路改为校内道路。原本國務院通过的北京市规划是要將城市道路穿越校園，但是在校長王大中、校黨委書記方惠坚與北京市政府協調下，一致同意永久地保留主楼前的南北向城市道路空间，在地上把该道路当作校内道路来规划和使用，在地下由市政管网和学校管网共同使用。
第八次規劃延續第四次在主樓區的規劃，主樓加蓋一層，主樓中軸線旁興建建築館、明理樓、偉倫樓、逸夫技科樓，使得校園東區呈現「十字形」綠化景觀。
2001年6月25日，清华大学早期建筑被国务院列为第五批全国重点文物保护单位。

## 校園分區

### 早期建筑

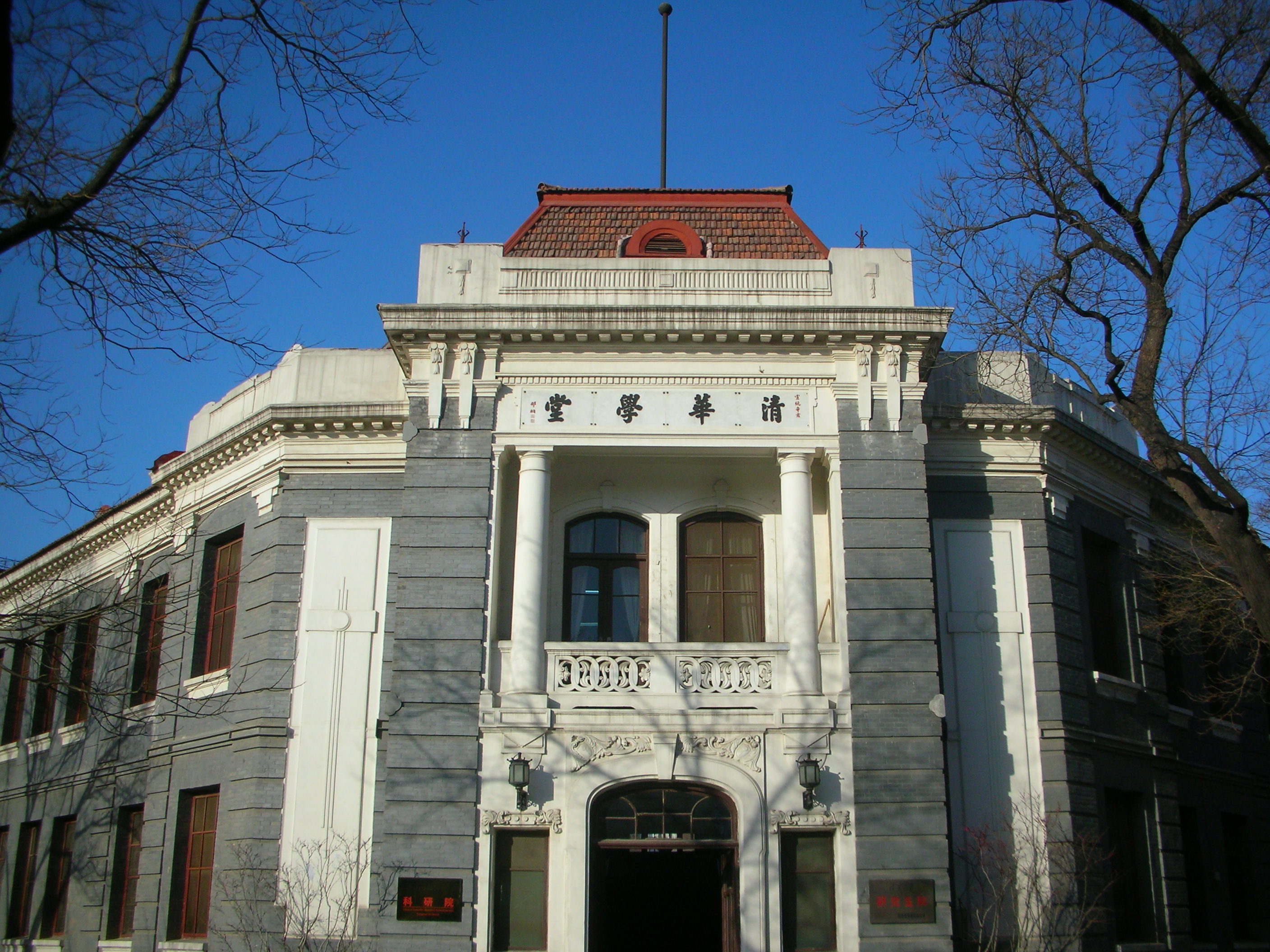
清华学堂

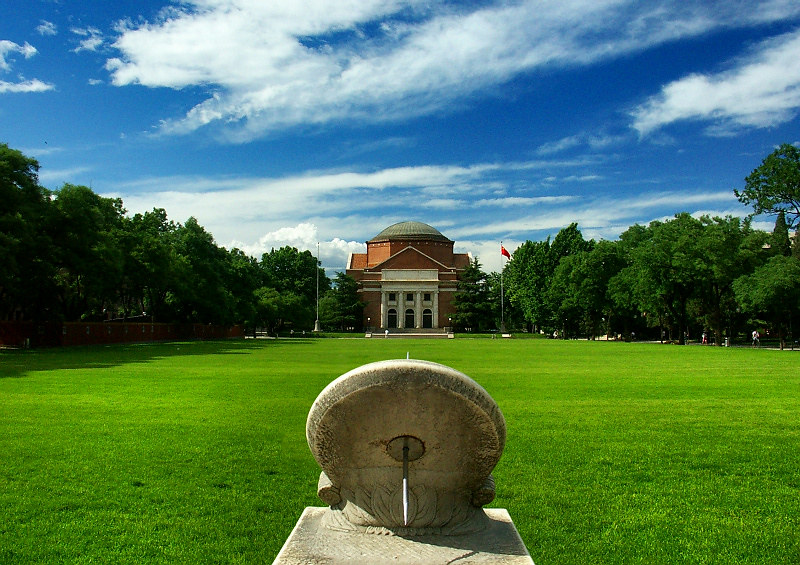
大禮堂

清華大學早期的建築物現存有二十座，比較著名的有清华学堂、清华图书馆、体育馆、清华大礼堂、清华科学馆等。清华位於原为清代康熙时期修建的熙春园。道光二年的時候，熙春园被分为东西两园，咸丰年间將东园改名为清华园。
早期的建築物分成三批建设：
第一期于1909年开工建設，仿製文艺复兴券柱式大门的新校门（今二校门）以及清华学堂、校医院、二院、三院等建筑。沿用了清代的工字厅、怡春院和古月堂三组传统四合院建筑，另外修建的一院（今清华学堂西半部）、二院（部分已拆）、三院（已拆）、校医院、同方部等，于1912年基本完工。一院采用德国古典建筑风格，为二层砖木结构楼房。二院为行列式平房，三院为折中式平房。
第二期則从1914年开始建設，周诒春校长委托美国建筑师墨菲拟定首个校园规划，将一院向东扩建为清华学堂，另外修建了图书馆、科学馆、体育馆（前馆）和大礼堂，这四座建筑被称为“清华学校之四大建筑”。四大建筑均采用当时美国流行的大学建筑风格，科学馆为红色砖墙，屋顶铺设石板瓦，大礼堂也是红砖外墙，入口处有大理石柱廊，图书馆室内則采用磨光花岗石装饰。1917年至1927年兴建旧甲所、旧乙所（已拆）、旧丙所、旧丁所（已拆）、南院（今照澜院）、西院（旧）、工艺馆（今舊土木馆）等。
1928年改名為國立清華大學，清華聘请设计师重新规划了校园，興建一些建筑，例如西校门、气象台以及学生宿舍，另外还扩建了体育馆、图书馆等建筑。第三期是1930-1936年间興建的建築，其風格採用美国近代折衷式的校园建筑风格，特点是砖混结构，外形对称，比例端庄，立面三段式划分，利用清水砖墙面砌出线脚。

### 現代建築區

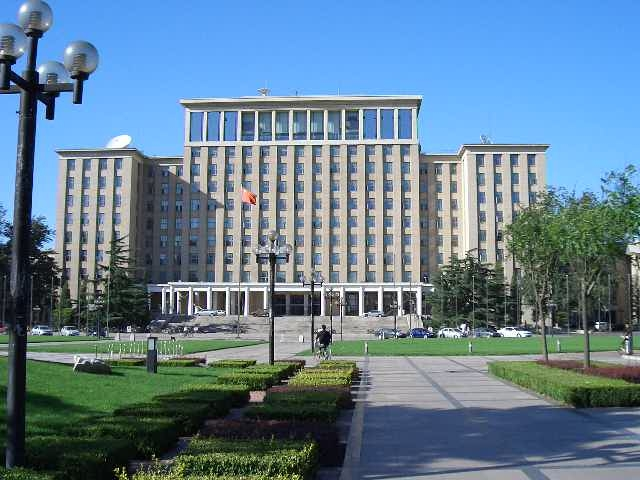
中央主樓

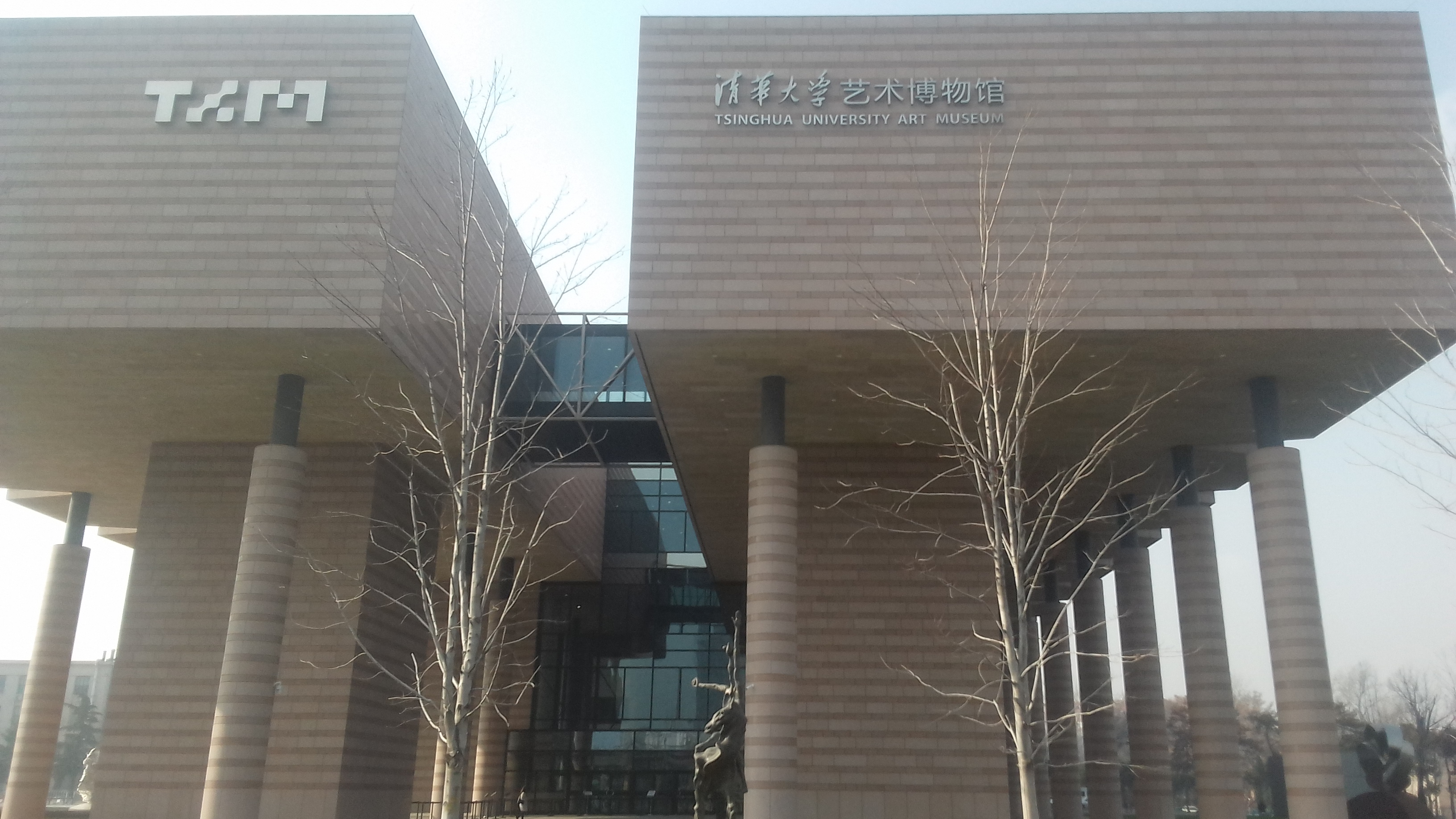
藝術博物館

現代建築區位於清華東部，屬於白區，是1950年代京張鐵路東移後的新校區，由學堂路、至善路、日新路、荷清路所圍成的長方形區域。清華大部分的院系系館、第三至第六教學樓皆位於此。現代建築區的大部分建築都在王大中校長任內完成，佔當時的清華園所建校舍的54%，可謂跨越式發展，主要經費來源為國家撥款、社會捐贈以及銀行貸款。
東區以中央主樓為中心，主樓前面有個巨大的綠色草皮，呈現十字狀，綠地周邊環繞四座建築物，西側是經管偉倫樓與法學明理樓；東側是建築學院與逸夫技術科學樓。主樓後面則是綜合體育館、東大操場、東區體育中心，以及羅姆樓、蒙民偉科技大樓、土木何善衡樓、工物館等系館。主樓的東側則有美術學院、環境節能樓、藝術博物館；西測則是新清華學堂、蒙民偉音樂廳以及校史館。

### 歷史名人故居區

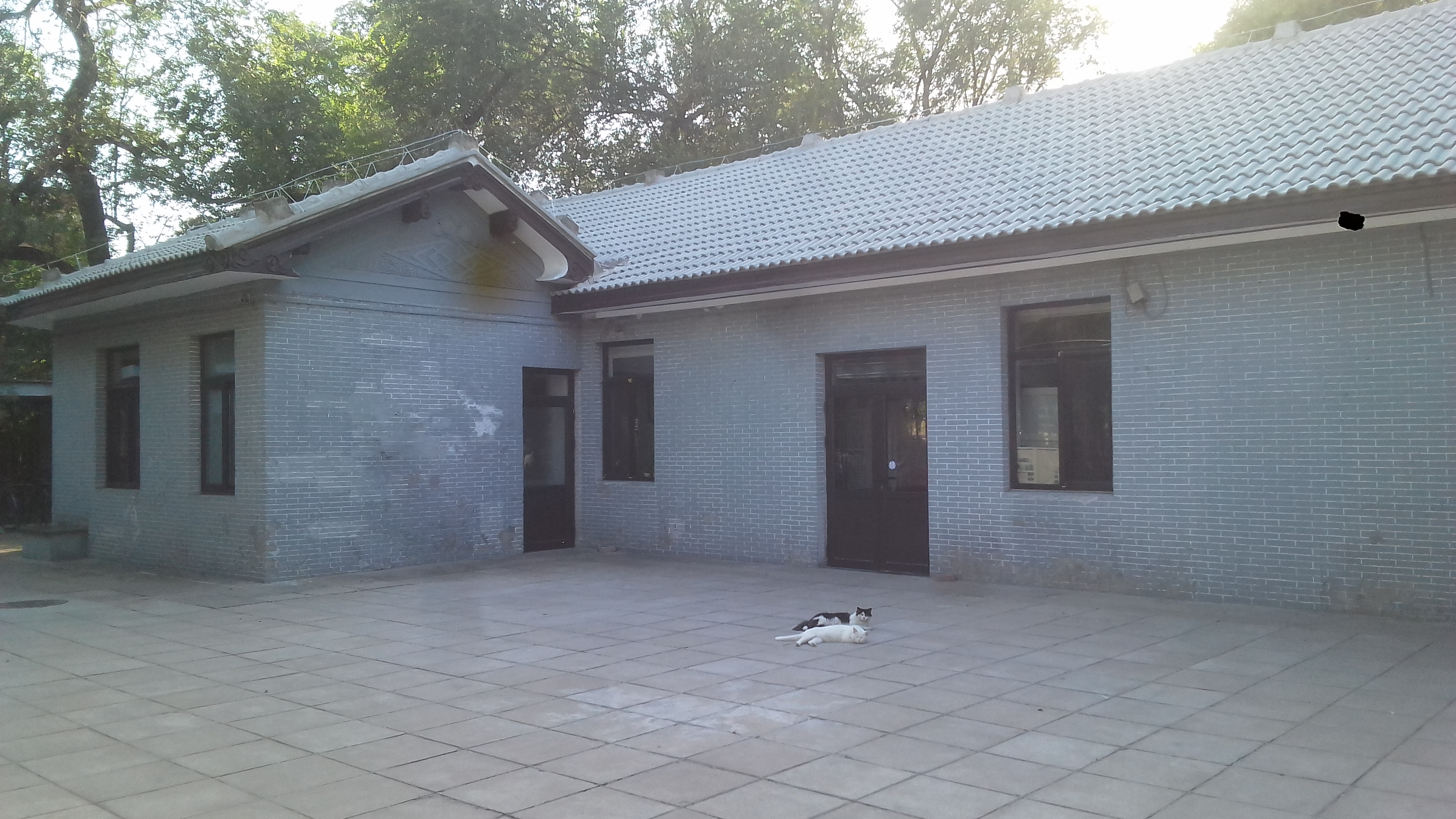
朱自清故居

歷史名人故居區位於清華大學西南邊，為教工生活區域，有大量住宅，具有早期四座教授住宅院：照瀾院、西院、新林院以及勝因院。此區域由清華路、學堂路、成府路、清華南路圍成的方形區域，許多清華著名教授都曾住在這。
老清華的住宅名稱最初以東南西北為命名，分別有北院、南院、西院。之後隨著校園的擴大，出現了「新南院」、「新新南院」。抗戰勝利後，朱自清提議，根據諧音將舊南院改為照瀾院，新南院改為「新林院」。根據陳岱孫回憶，在昆明的清華委員會為了紀念清華某些研究所曾經設在「大普吉村」，把「新新南院」正式定名為普吉院。因抗戰時期西南聯大曾經租借昆明的勝因寺為校舍，因此出現了「勝因院」為教授住宅院。於是在1948年，清華有北院、西院、照瀾院、新林院、勝因院五座教授住宅院，以及一個職工住宅「普吉院」。
1990年代，清華擴建圖書館，北院逐漸成為教學區的孤立住宅，於是逐漸被拆除，目前僅存原為朱自清故居的北院16號，現已改建成後勤辦公室。

### 紫荊學生公寓區

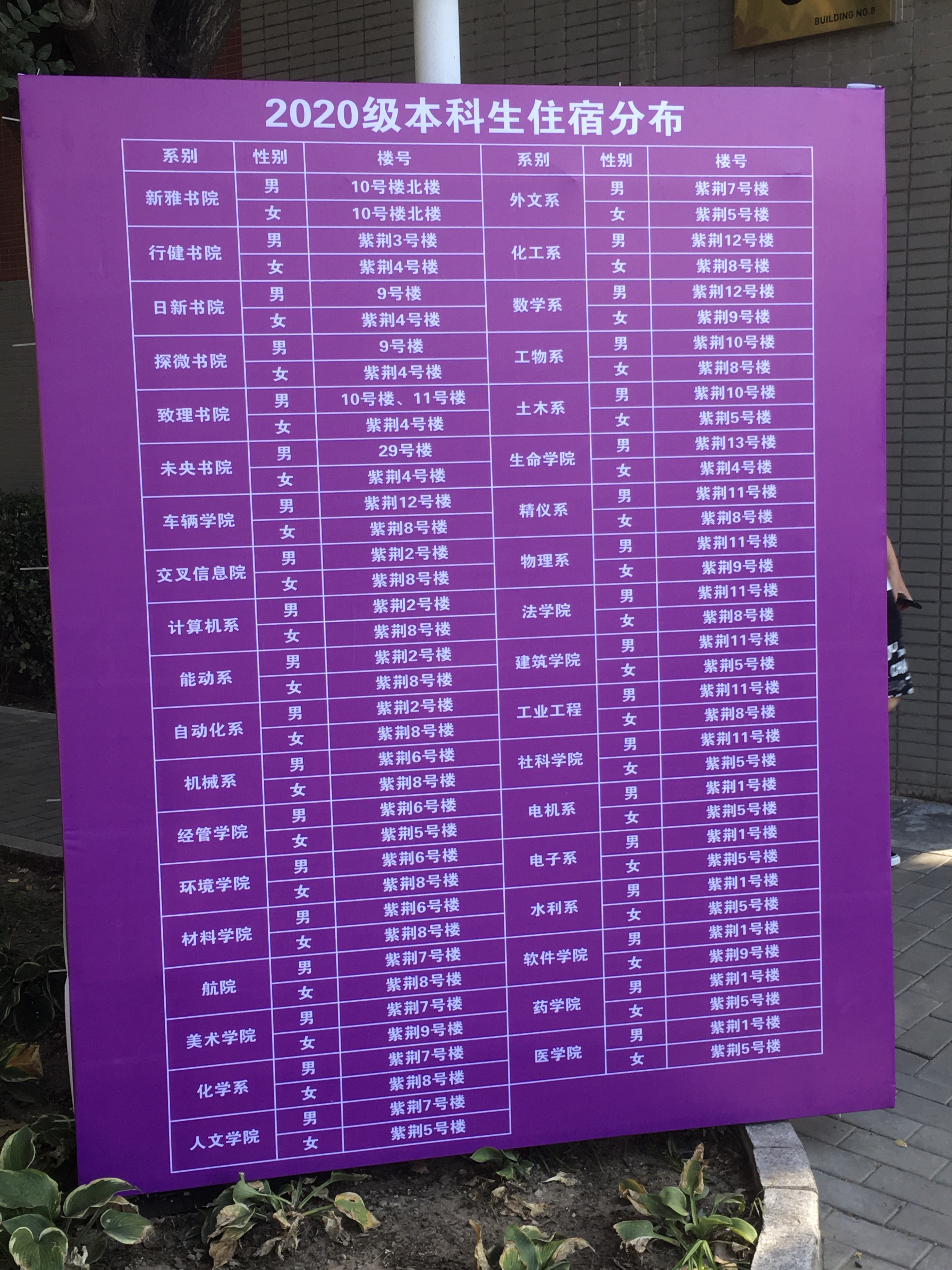
本科生住宿分配

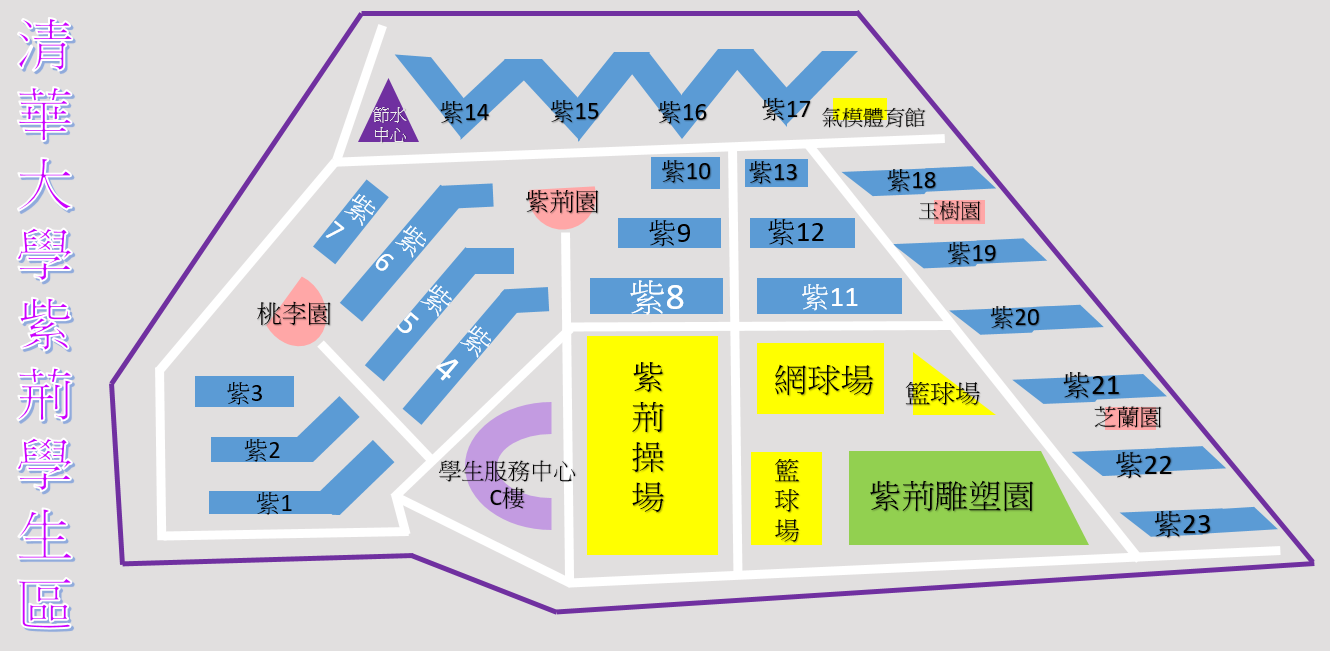
清華大學紫荊學生區

紫荊學生公寓區位於清華東北部，由荷清路、清華校河、紫荊路圍成的梯形區域，包含紫荊公寓1至23號樓、老樓31至37號樓，以及一些運動場館。
2000年以来，学校宿舍、教室数量与品質逐渐无法满足越来越多的学生要求，开始筹划建设新学生公寓。在王大中校长的努力下，清华全额向银行贷款，整个工程动态投资14.5亿元，並於2000年12月15日開工，由同濟大學建築設計研究院負責設計，設計可容納學生為2萬2240人，其中本科1萬4千人、碩士3千人、博士1240人、留學生和繼續教育學員各2000人。。
学校在清华校园北的大石桥地区的预留发展用地处征地，并于2001年初开始建设“大石桥学生公寓”，后依照清华校花之一“紫荆花”更名为“紫荆学生公寓”。2002年9月，近4万平方米的一期工程建成，并迎来本科生新生入住；本科生二期工程于2003年9月前竣工；2004年，留学生、博士生、继续教育学员公寓建成。
紫荆学生公寓采用筒子楼式布局。本科生柱紫荊1至13號樓，為7層坡屋頂，平面以折線分布，內部設計為四人一间，上铺下居，插座、网络端口到桌，每两间宿舍合用一间小厅，配置电话和电视接口；研究生住平面呈「W」型的白色15層大樓，為紫荊14至17號樓，同時也是清華最高的樓層，內部設計為为一人一间，单配卫生间兼浴室；留學生居住在沿荷清路自北向南排列的6座11層板式樓，為紫荊18至23號樓。全部公寓架空2.2米作为零层，存放自行车。
此外，在紫荊學生公寓區，配置桃李園和紫荊園兩個大型食堂，在留學生公寓部分還有芝蘭園與玉樹園兩個食堂。配置紫荆公寓学生服务中心（「C樓」）提供各類社區服務、商業服務以及活動場地，配置紫荊操場，擁有足球場、籃球場、網球場等眾多體育場地，東北角還有氣膜館提供桌球與羽球場地。

## 教學科研設施

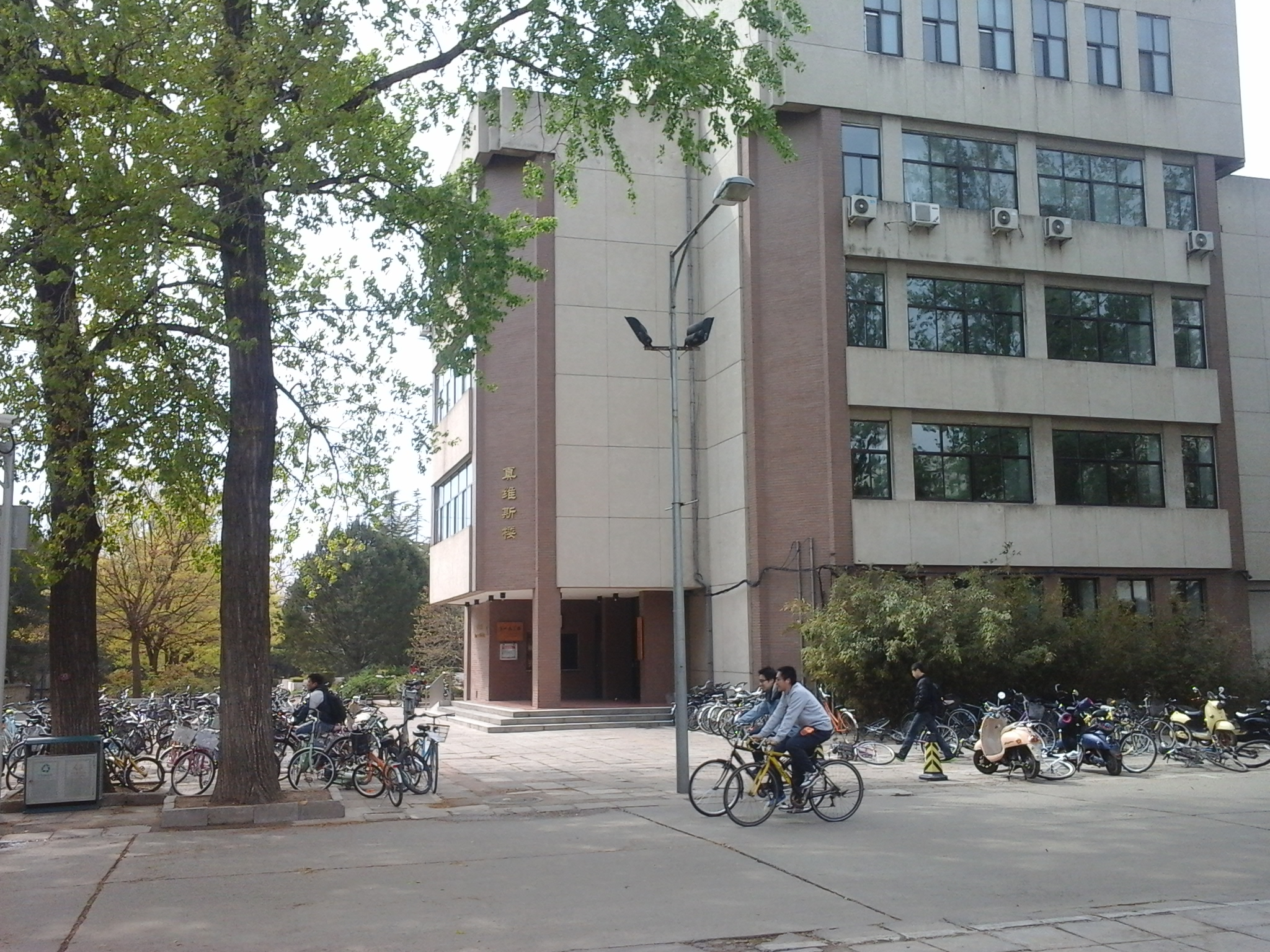
北京清華第四教學樓（真維斯樓）

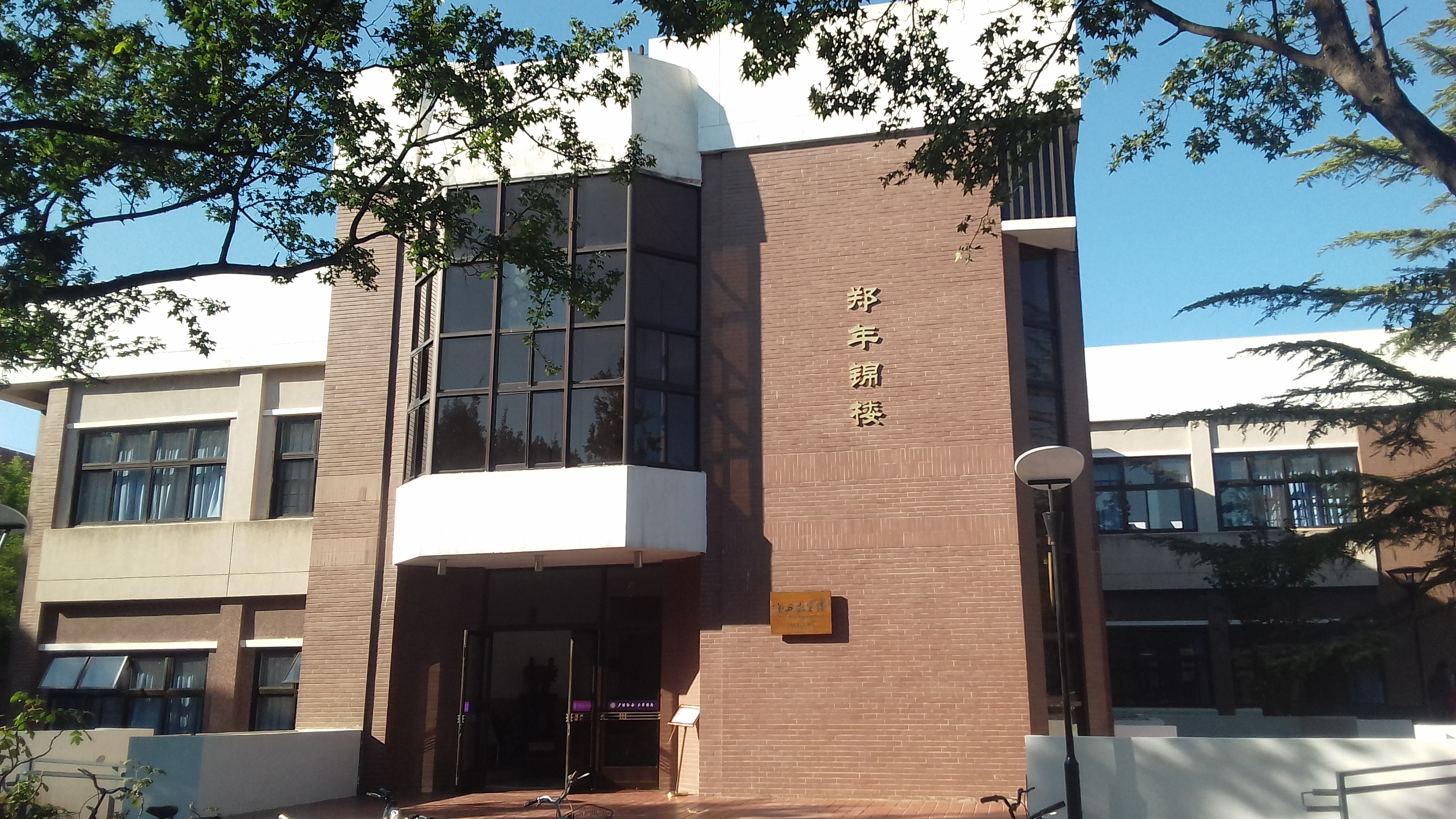
清華第五教學樓

清華有六個普通教學樓，其中第一教学楼（一教）是1952年始建，第二教学楼（二教）是1954年始建。80年代期间，分別建设了第三教学楼（三教）、第四教学楼（四教）、第五教学楼（五教），满足了教学需求。
第六教学楼是由台湾裕元工业集团部分捐资建设的，2002年始建，2003年9月竣工，为清華建设面积最大、设施较先进的教学楼，总建筑面积3.4万平方米，超越原有五座教学楼建筑面积总和。六教拥有包括70间多媒体教室在内的近150间教学用房，分为三角形的A区、B区和扇形的C区，地下一层，地上最高为九层。较高楼层主要用于科研实验室。
除了普通教學樓，清華還有西阶梯教室、东阶梯教室、清华学堂、新水利馆、旧经管报告厅、明理楼、伟伦楼、逸夫技术科学楼、主楼后厅、建馆报告厅提供上課與自習。
| 科研樓   | 建成年分 | 所屬院系 | 位置       | 備註 |
| -------- | -------- | -------- | ---------- | ---- |
| 梁𨱇琚樓 | 1995     | 建築學院 | 現代建築區 |      |

- 中央主楼（1960年始建）、西主楼（1956年始建）、东主楼（1958年始建）
- 李文正館（北館）、图书馆新馆（逸夫楼）、图书馆老馆、经管图书馆、建筑图书馆、法律图书馆、人文图书馆、美术图书馆、医学图书馆
- 化学馆、机械馆、电机馆、旧水利馆、新水利馆、航空馆、精仪系系馆、電子工程系館（羅姆樓）、工程物理馆、微电子所楼、环境系馆、文科楼、能科楼、汽车楼、建筑馆（梁銶琚楼）、技术科学楼（逸夫楼）、明理楼、公管楼（伍舜德楼）、建筑设计中心（伍舜德楼）、9003大楼、经管楼（伟伦楼）、经管西楼（舜德楼）、美院楼、FIT楼、蒙民伟楼、理科楼（蒙民伟理科楼）、纳米科技楼、李兆基科技大楼。

## 學生宿舍

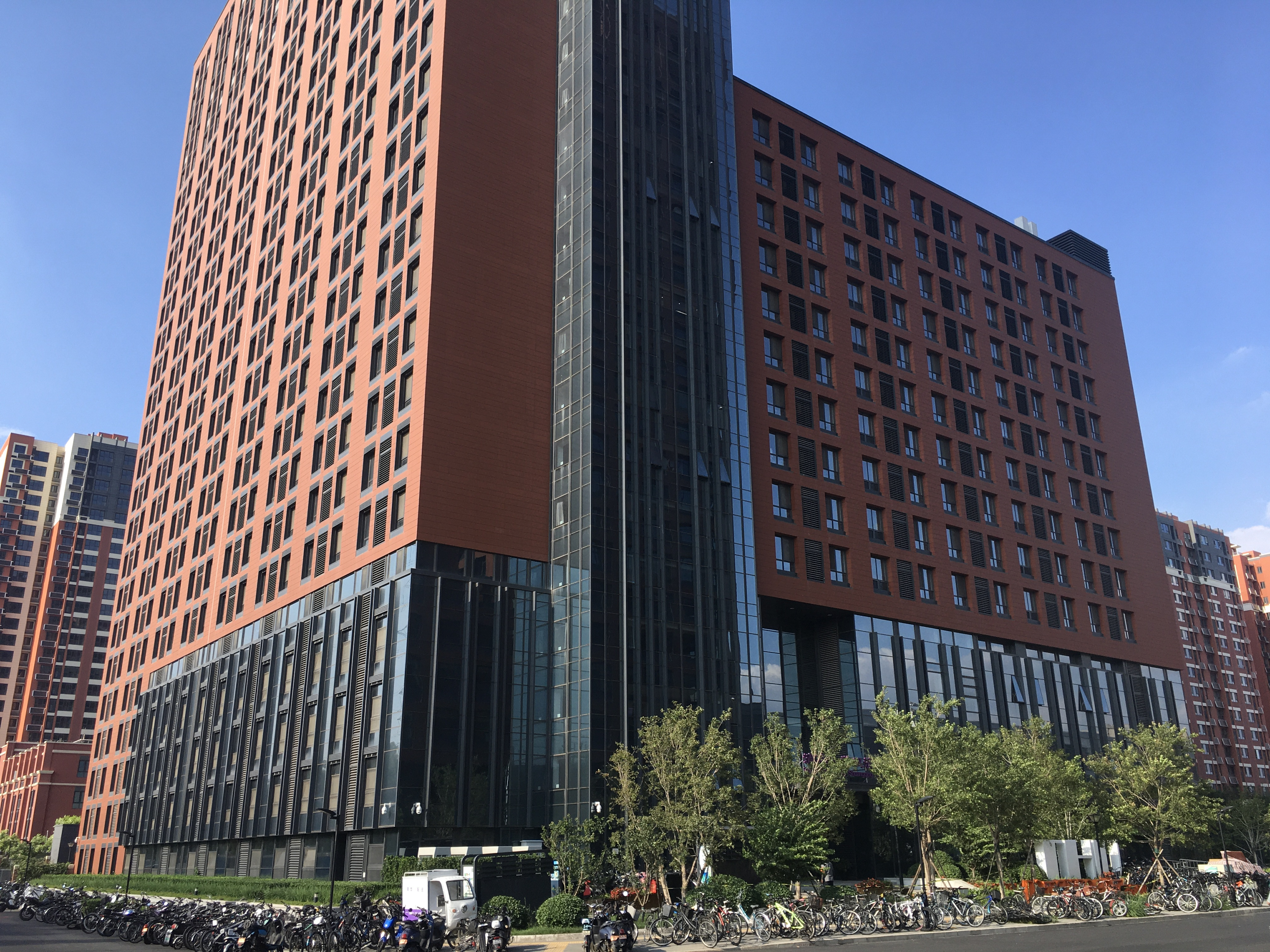
雙清公寓

- 清華大學南區學生宿舍樓
- 清華大學紫荊學生公寓
- 清華大學雙清公寓

## 文體設施
- 西大操场、东大操场、紫荆操场
- 综合体育馆、西区体育馆、东区体育馆

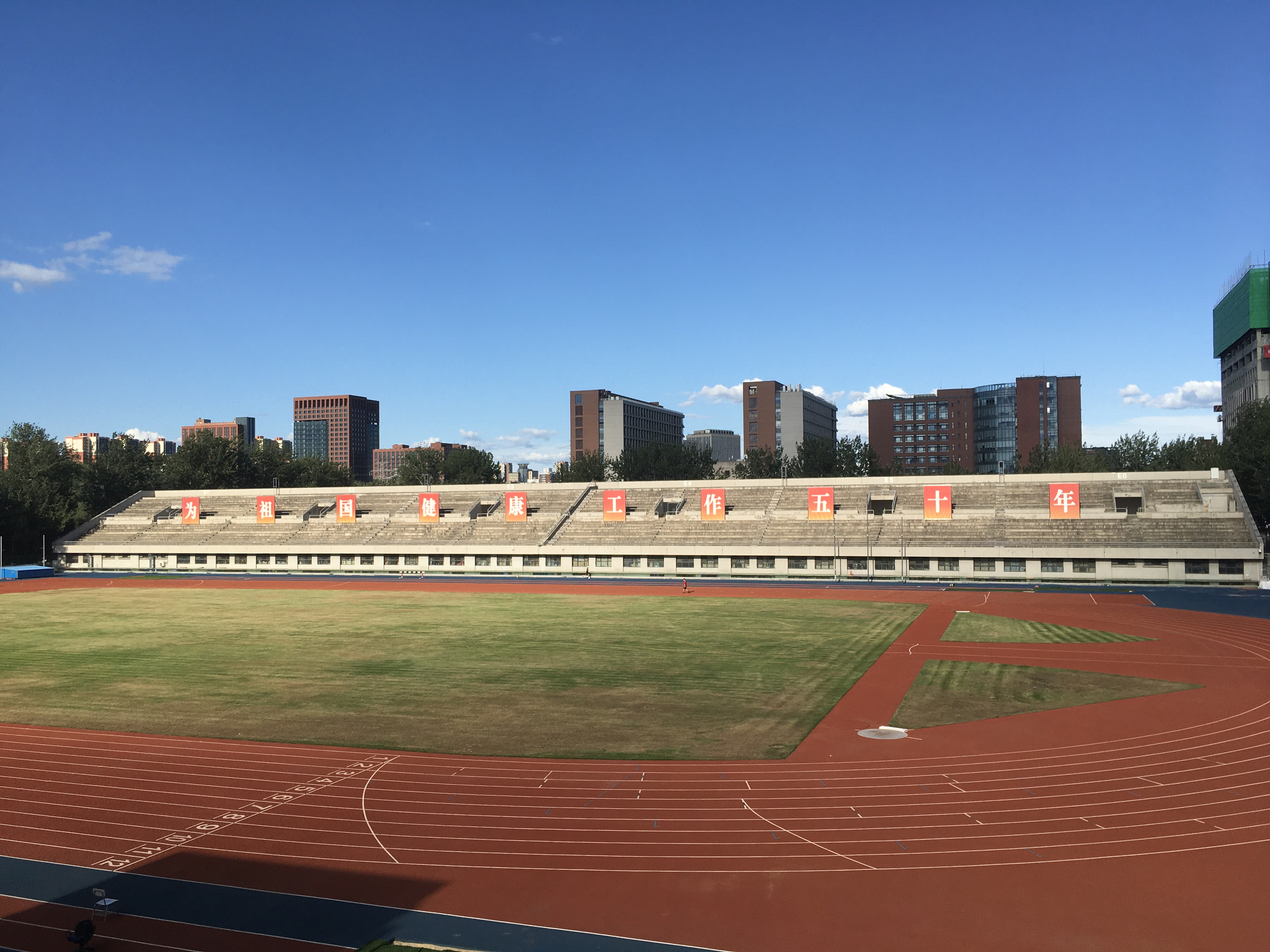
東大操場

- 西湖游泳池、清华大学陈明游泳馆（北京奥运会、残奥会训练馆）
- 气膜馆、新射击馆（维学馆）、保龄球馆
- 蒙民偉音樂廳
- 學生文化活動中心（蒙民偉樓）

## 食堂
| 食堂       | 食堂               | 食堂 |
| 名称       | 图片               | 簡介 |
| ---------- | ------------------ | --- |
| 紫荊園     |                    | |
| 桃李園     |                    | |
| 清芬園     |                    | |
| 观畴园     |                    | 观畴园位於明齋北邊，又稱為萬人食堂，設有清真餐廳，建於2001年4月，建築面積13250平方米，地上3層，地下一層。。                                           |
| 聽濤園     |                    | |
| 丁香園     |                    | |
| 玉樹園     |                    | |
| 芝蘭園     |                    | |
| 北園       |                    | |
| 荷園       |                    | 位於近春園東北角，是教工食堂，建於1952年，原名「一員工食堂」，共2層。                                                                                 |
| 寓園       |                    | |
| 家園       |                    | |
| 瀾園       |                    | |
| 南園       |                    | |
| 近春園餐廳 | 清華大學近春園餐廳 | |
| 熙春園餐廳 |                    | 為清華大學的招待餐廳，位於工字廳西側，由清華美術學院設計的徽派建築風格，建築面積750平方米。餐廳以淮揚菜為主，最多可容納120人同時就餐，另外有5個包廂。 |
| 融園       |                    | |
|            |                    | |
| 聞馨園     |                    | 已停止作為食堂。 |

## 教工住宅
| 教工住宅                              | 教工住宅 |
| 名称                                  | 图片     |
| ------------------------------------- | -------- |
| 普吉院                                |          |
| 勝因院                                |          |
| 新林院                                |          |
| 西院（1、2、9-14、41-47樓）           |          |
| 1-12、15—19公寓                       |          |
| 十四-十八宿舍                         |          |
| 19-23宿舍                             |          |
| 西南小區（西南1-20樓）                |          |
| 中樓（中1-8樓）                       |          |
| 南區住宅（南0-南13樓）                |          |
| 東區住宅（東1-9、11、13、15、16樓）   |          |
| 高一樓、高二樓                        |          |
| 專家公寓                              |          |
| 十四所                                |          |
| 藍旗營小區（1-12號樓）                |          |
| 荷清苑小區（1-14號樓）                |          |
| 東南小區（東南1-9，西王庄13、14、21） |          |
| 西北小區（1-16）                      |          |
| 2號樓                                 |          |

## 道路
- 清华路、学堂路、日新路、光华路、紫荆路、近春路、熙春路、明德路、新民路、至善路

## 其他
清华八斋（前五斋、后三斋）
- 明斋（原四院）、静斋（原女生宿舍）、善斋（原五院）、平斋（原七院）、新斋（原六院）、强斋、诚斋、立斋

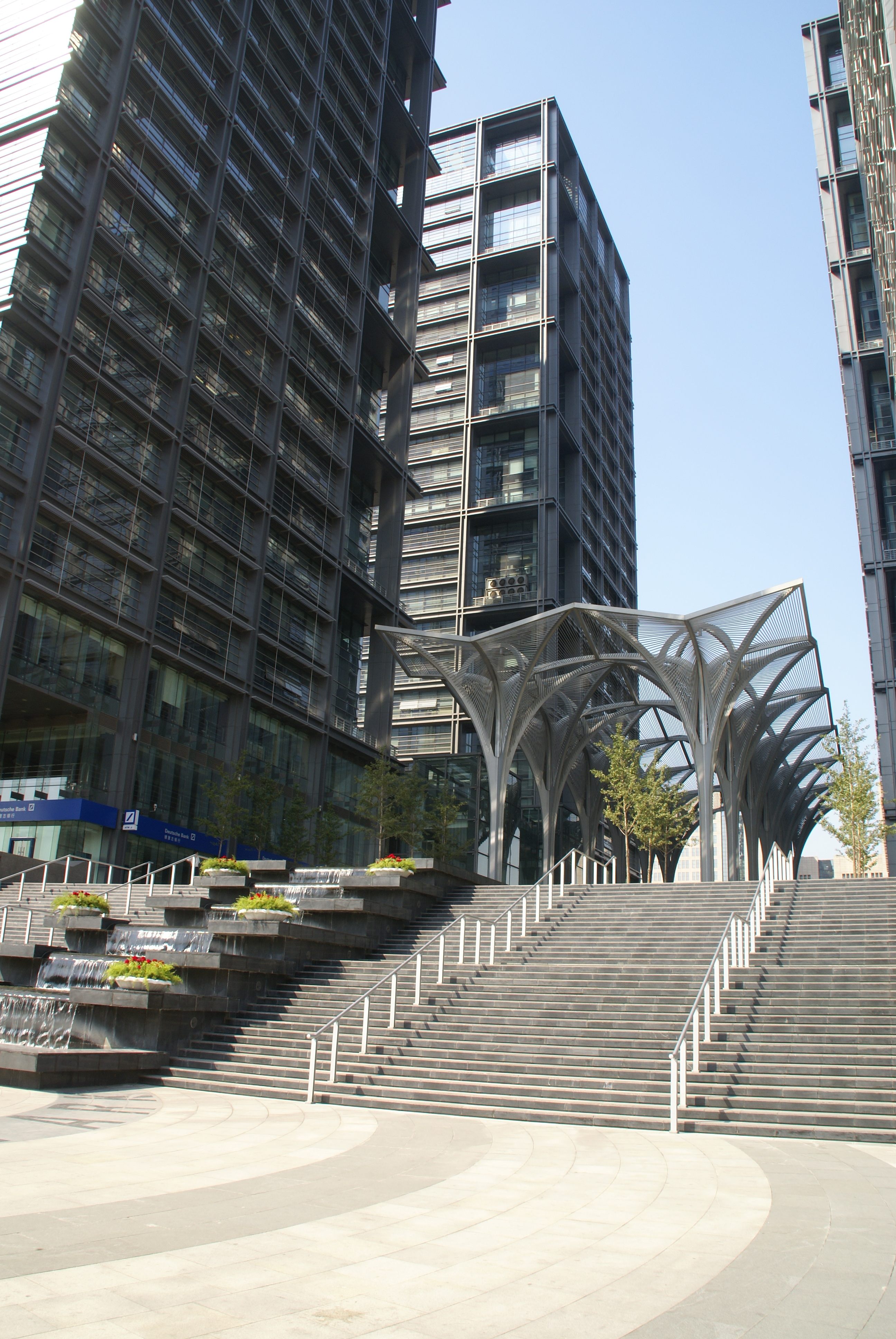
清华科技园

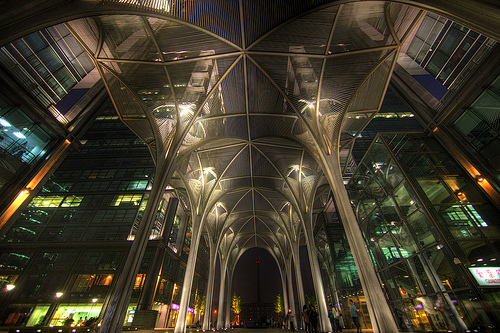
清华科技园

清华科技园区的构想起源于1993年。为实现校园内科技成果的商业化，将大学建设成为服务社会的科技源泉，于1994年组建清华科技园发展中心，开始建设，到1998年建成起步区工程，到2005年建成拥有200家企业、69万平方米的主体园区。园区先后被科技部、教育部评为首批国家大学科技园、A类大学科技园。园区能够孵化创业企业，培育创新人才，能够将高新企业与校内科研紧密联系，将科研成果转化为实际生产力。清华科技园主园区陆续拥有同方股份、紫光股份、诚志股份等清华控股企业和谷歌中国、搜狐、微软等大型企业，此外，科技园还在广州、上海、陕西、河北、南京等十余个城市设立分园，统筹联络各地方高新科技能力。

## 百年校庆十大建筑

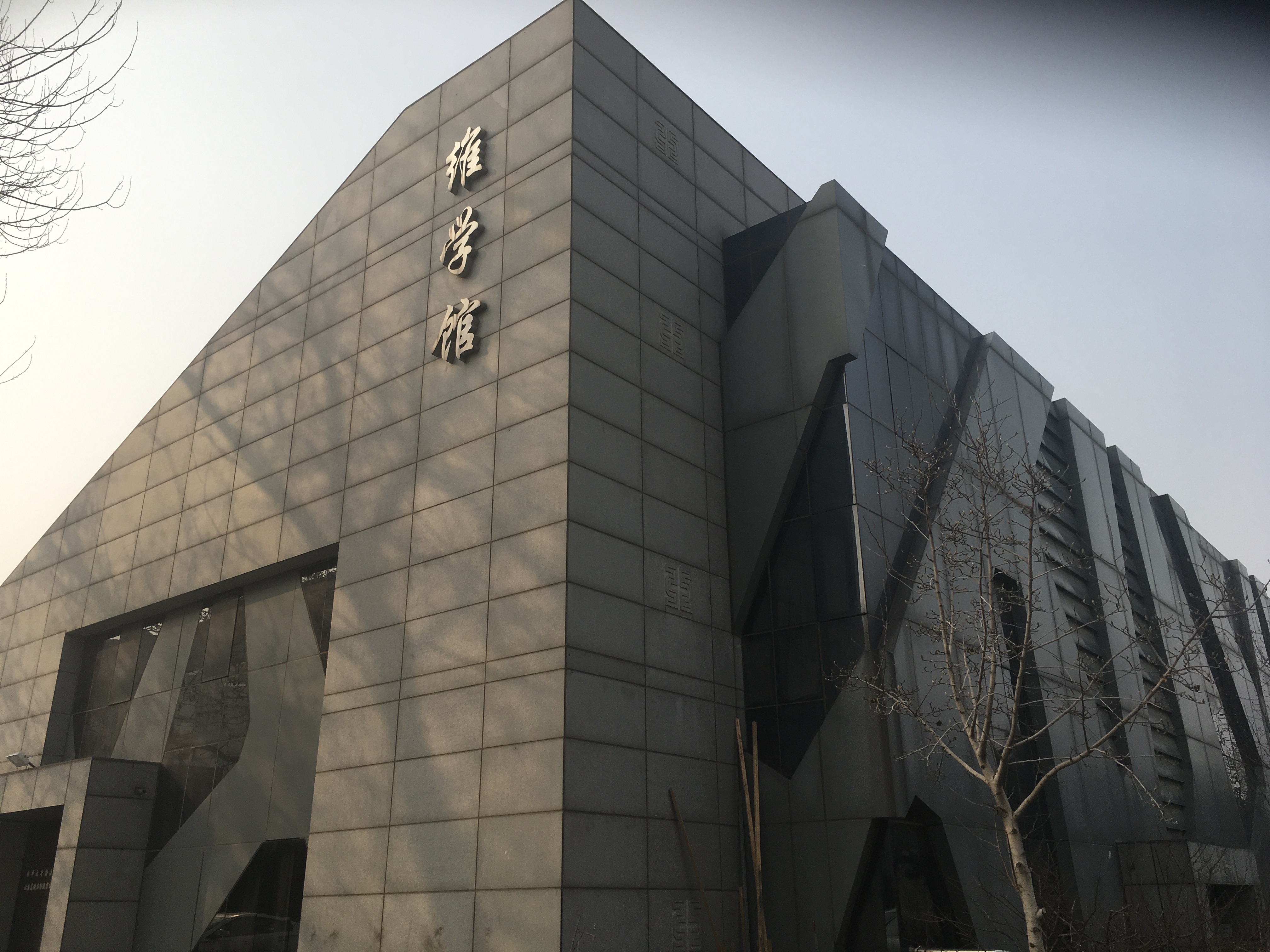
清華大學維學館射擊館

为庆祝2011年清华百年校庆，校方建设了“百年校庆十大建筑”：
- 新清华学堂（3万平方米）
- 清华大学校史馆（0.5万平方米）
- 国际学术交流中心（0.7万平方米）
- 清华大学艺术博物馆（3万平方米）
- 人文社科法学图书馆（3.5万平方米）
- 图书馆北楼（1.5万平方米）
- 化工电大楼（4.8万平方米）
- 机械学院大楼（5.8万平方米）
- ROHM电子楼（3.8万平方米）
- 生命医学研究院二期（1.28万平方米）
- 射击馆及东看台（1万平方米）

## 纪念设施

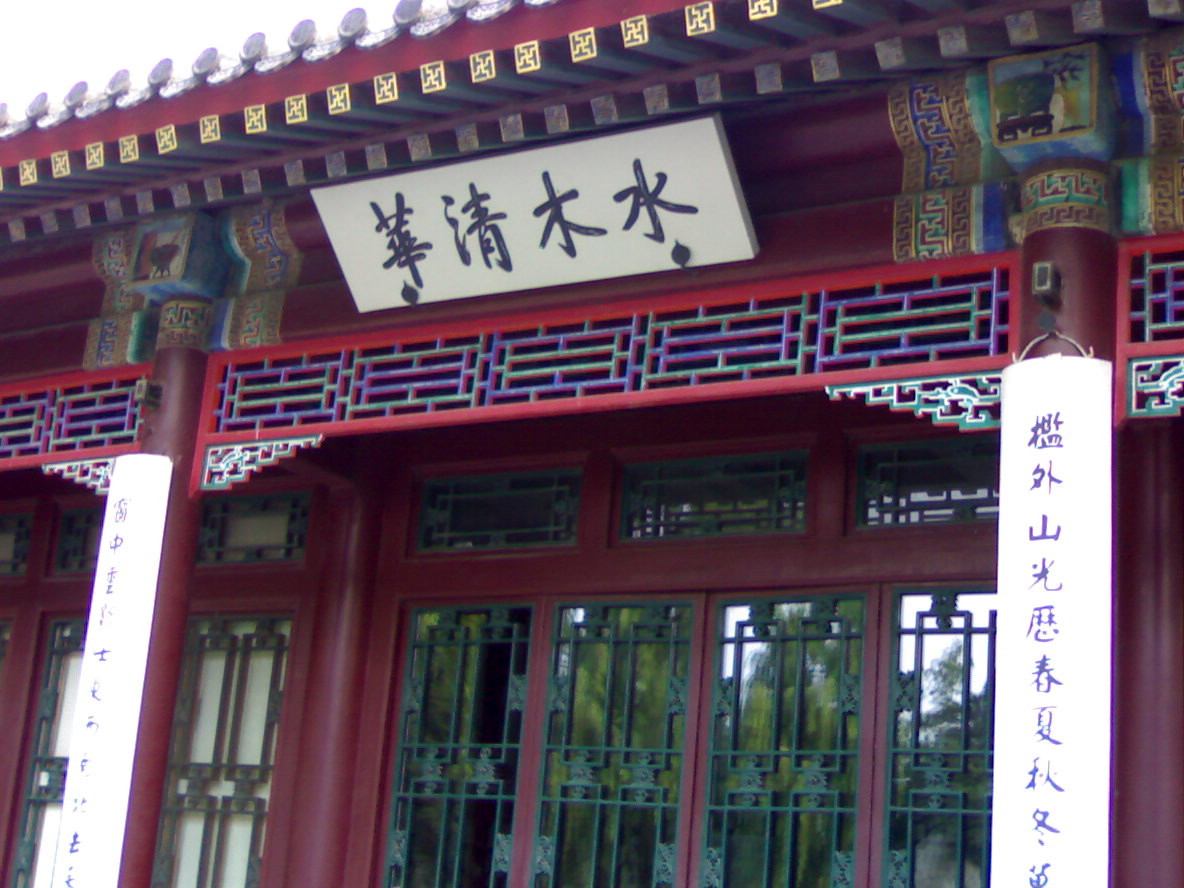
“水木清华”匾额

### 纪念碑
- “三一八”断碑——1926年3月，“本校学生会同人”为纪念三·一八惨案中牺牲的韦杰三烈士，建于“水木清华”北，从圆明园遗址搬来白色大理石断柱。1957年至1985年曾移至图书馆前。
- 海宁王静安先生纪念碑——1929年6月，国学研究院师生集资修建以纪念王国维大师，位于第一教学楼后，梁思成设计，陈寅恪撰文，林志钧书丹，马衡篆额。
- 西南联合大学纪念碑——1988年4月由清华大学校友总会建立于工字厅南、甲所、丙所之间。为红色花岗岩，高1.3米，宽2米，刻有：“西山苍苍，南国荡荡，联合隽彦，大学泱泱”。
- 清华英烈纪念碑——1989年9月，为纪念抗日战争和解放战争中牺牲的23名校友所建，位于“三一八断碑”西侧，高3.2米，正面撰“祖国儿女，清华英烈”，背面镌刻23名英烈介绍。

- 复制西南联合大学纪念碑——2007年10月27日，为纪念西南联大，清华复制了位于原联大校址（今云南师范大学校内）的“国立西南联合大学纪念碑”，落于清华团委北侧。纪念碑面朝西南昆明方向，正面为冯友兰撰写碑文，背面为抗战时期参军学生名单，一侧为西南联大校训“刚毅坚卓”，一侧为今日复制纪念碑的碑志（人文学院徐葆耕教授撰文）。[54]

### 纪念亭
- 闻亭——1946年，辛酉级（1921年届）毕业生赠建纪念闻一多烈士，位于“水木清华”荷花池东侧，潘光旦题写匾额，有一口明朝古钟。
- 自清亭——早期古亭，原位于今科学馆附近，1917年迁至“水木清华”荷花池东侧，名“迤东亭”；1978年4月，纪念朱自清先生逝世30周年，改名“自清亭”，金德年书匾额。
- 荷塘月色亭——1979年4月，建立于近春园遗址“荒岛”东侧，纪念朱自清《荷塘月色》一文，匾额为朱自清手迹。
- 晗亭——1984年4月，建立于近春园遗址“荒岛”西侧，纪念吴晗先生，邓小平书匾额。

### 校友纪念物或纪念像
- 1919级喷水塔、1920级日晷、1922级喷水塔、1948级纪念坪碑、清芬挺秀石、1933级喷水池、1926与1936级纪念亭台、1937级观荷台、1923级纪念碑、1934级“人文日新”碑、1958级校训壁碑、清华世纪鼎、1988级纪念雕塑“携手”
- 施滉壁像（图书馆）、施滉壁像（三教）、吴晗纪念像、马约翰纪念像、朱自清纪念像、闻一多纪念像、毛泽东壁像（已拆除）、梅贻琦铜像、蒋南翔铜像
- 自1987年后，各院系系馆内陆续新增历史著名教师铜像：华罗庚、钟士模、张子高、叶企孙、梁思成、陶葆楷、曹本熹、孟昭英、刘仙洲、陈岱孙等。

## 校园参观
清华作为全国著名学府和近春园遗址所在地，历来参观者人流如潮，尤其是双休日和节假日更有大量高校旅游团和散客进入，造成不同程度的校园道路拥堵、学生教职工食堂被挤占、干扰学校秩序等情况。
根据《清华大学校园参观管理暂行办法》，规定：
- 一、清华大学校园是重要的教学科研场所，在保证学校教学科研活动正常有序开展的前提下，接受社会机构和人员参观。
- 二、清华大学校园不是经营性旅游景点，不收取参观费用。
- 三、参观时间为双休日、法定节假日及学校寒暑假期间的每日上午8:30~11:30，下午13:30~16:30。
- 四、团体来校需三至十五天网上预约，并依照规定路线进行：西门→近春园（荷塘）→水木清华→大礼堂→清华学堂→二校门→西门。
- 五、个人来校参观须持本人有效证件入校，无需预约。
- 六、学校不提供就餐、住宿、停车等服务。禁止参观车辆进入。

实际运行中，一般只在西门等处在行人数量较大时进行证件检查，其他地点或其他时间仅阻挡无预约团队旅游者。
寒假、暑假、黄金周期间，紫荆志愿者支队组织学生志愿者在各校门、重要景点设置询问台，并可陪伴参观讲解。学校提供环形运行校园交通车，西门处也有较为正规的自行车租借服务，但西门、东门处仍长期存在“校园游”拉客黑车。

### 校園交通車
1999年4月起，清华大学设立校园交通车，从西门绕学校环形运行。车辆行驶路线固定，允许招手即停和随时下车。会根据乘客身份是校园师生或校外游客收取不同的车资。

### 周邊交通

#### 東門
- 地鐵13號線五道口站
- 清華東路西口公車站：333、355、438、466、628、913、運通110

#### 南門
- 清華園公車站：307、319、331、355、375、429、438、562、594、628、656、731、957（快2）、特19、運通110